# メモリーズ (新垣結衣の曲)
『メモリーズ』は、2007年12月5日に発売された日本の女優である新垣結衣のデビューアルバム『そら』に4曲目として収録されている楽曲。新垣本人が主演した映画『恋するマドリ』の主題歌として使用された。
2007年8月6日より4日間限定の着うた先行配信が行われた。